# Marxistický feminismus
Marxistický feminismus je filozofická varianta feminismu, která zahrnuje a rozšiřuje teorii marxismu. Marxistický feminismus analyzuje způsob vykořisťování žen prostřednictvím kapitalismu a individuálního vlastnictví soukromého majetku. Podle marxistických feministek lze osvobození žen dosáhnout pouze odstraněním kapitalistických systémů, v nichž je podle nich velká část ženské práce neproplacena. Marxistické feministky rozšiřují tradiční Marxistickou analýzu a aplikují ji na neplacenou práci v domácnosti a nerovnost pohlaví.
Marxistický feminismus je díky svému základu v historickém materialismu podobný socialistickému feminismu a ve větší míře materialistickému feminismu. Poslední dvě zmíněné kladou důraz na to, co považují za “redukcionistické limitace” teorie marxismu, ale jak zmiňuje Martha E. Gimenez ve svém výzkumu rozdílů mezi marxistickým a materialistickým feminismem, “ je poněkud obtížné stanovit jasné teoretické hranice mezi těmito zastřešujícími termíny a v rámci nich.”

## Teoretické pozadí marxismu
Marxismus sleduje vývoj útlaku a rozdělení tříd ve vývoji lidské společnosti prostřednictvím vývoje a organizace bohatství a výroby a dochází k závěru, že vývoj utlačovatelské společenské struktury je relativní k vývoji utlačovatelských rodinných struktur, tj. normalizace utlačování ženského pohlaví se shoduje se zrodem utlačovatelské společnosti obecně.
V knize Původ rodiny, soukromého vlastnictví a státu (1884) píše Friedrich Engels o nejstarších počátcích rodinné struktury, společenské hierarchie a pojmu bohatství, přičemž vychází z antických i současných studií. Dochází k závěru, že ženy měly původně vyšší společenské postavení a stejnou váhu v práci, a zejména pouze ženy měly jistotu, že budou sdílet rodinné jméno. Protože nejstarší muži nesdíleli ani rodinné jméno, nevěděli podle Engelse s jistotou, kdo jsou jejich děti, ani neměli prospěch z dědictví.
Když se zemědělství poprvé stalo hojným a hojnost byla považována za mužské bohatství, protože pocházela z mužského pracovního prostředí mimo domov, vzniklo hlubší přání mužského rodu a dědictví. Aby se toto přání splnilo, byla ženám nejen dopřána vytoužená monogamie, ale byly k ní donuceny v rámci domácího otroctví, zatímco muži se věnovali utajené kultuře "héterismu".Engels tuto situaci popisuje jako náhodný počátek nuceného otroctví jako dominantního rysu společnosti, který nakonec vedl k evropské kultuře třídního útlaku, kde se od dětí chudých očekávalo, že budou sloužit těm bohatým.
Engels v této knize přepisuje svůj a Marxův citát z roku 1846, "První dělba práce je dělba práce mezi mužem a ženou za účelem rozmnožování dětí" na: "První třídní protiklad, který se v dějinách objevuje, se shoduje s rozvojem antagonismu mezi mužem a ženou v monogamním manželství a první třídní útlak se shoduje s útlakem ženského pohlaví pohlavím mužským."
Genderový útlak je kulturně reprodukován a prostřednictvím institucionalizované nerovnosti udržován. Upřednostňováním mužů na úkor žen a odmítáním uznat tradiční domácí práci jako stejně hodnotnou se muž z dělnické třídy socializuje do utlačovatelské struktury, která marginalizuje ženu z dělnické třídy.

## Produktivní, neproduktivní a reprodukční práce
Marx rozdělil práci do dvou kategorií: produktivní a neproduktivní.
- Produktivní práce je práce, která vytváří nadhodnot, např. produkce surovin a výroba produktů
- Neproduktivní práce nevytváří nadhodnotu a ve skutečnosti jí může být dotována. Může jít o dozorčí funkce, vedení účetnictví, marketing atd.

Marxistické feministické autorky v 70. letech 20. století, jako například Margaret Benston a Peggy Morton, se opíraly především o analýzu produktivní a neproduktivní práce ve snaze změnit dobové vnímání, že účelem rodiny je spotřeba, přičemž předkládaly argumenty pro státem vyplácenou mzdu ženám v domácnosti a kulturní vnímání rodiny jako produktivního subjektu. V kapitalismu má práce na udržení rodiny jen malou materiální hodnotu, protože nevytváří žádné tržní produkty. V marxismu je práce na udržování rodiny produktivní, protože má hodnotu služby a používá se ve stejném smyslu jako zboží.

### Mzdy za domácí práce
Některé marxistické feministky se zaměřily na vyloučení z produktivní práce jako na nejdůležitější zdroj útlaku žen a obhajovaly začlenění domácí práce do kapitalistické ekonomiky. Myšlenka kompenzace reprodukční práce byla přítomna v dílech socialistek, jako byla Charlotte Perkins Gilman (1898), která tvrdila, že útlak žen pramení z toho, že jsou nuceny pracovat v soukromé sféře. Gilman tvrdila, že podmínky pro ženy se zlepší, když bude jejich práce umístěna, uznána a oceněna ve veřejné sféře.
Pravděpodobně nejvlivnější snahou o kompenzaci reprodukční práce byla kampaň International Wages for Housework Campaign, kterou v roce 1972 v Itálii zahájily členky Mezinárodního feministického kolektivu. Mnohé z těchto žen, například Selma James, Mariarosa Dalla Costa, Brigitte Galtier a Silvia Federici, publikovaly řadu zdrojů, aby propagovaly své poselství v akademické i veřejné sféře. Přestože kampaň Wages for Housework začínala jako malá skupina žen v Itálii, podařilo se jí mobilizovat na mezinárodní úrovni. V Brooklynu v New Yorku byla s pomocí Federici založena skupina Wages for Housework. jak uznává Heidi Hartmann (1981), úsilí těchto hnutí, i když nakonec neúspěšné, vyvolalo důležitý diskurz týkající se hodnoty domácích prací a jejich vztahu k ekonomice.

### Domácí otroctví
Mnoho marxistických feministických badatelek, které analyzují způsoby útlaku na straně produkce, si všímá vlivu domácích prací na ženy v kapitalistickém systému. V knize Women, Race & Class Angely Davis je koncept domácích prací využíván k dekonstrukci kapitalistického konstruktu genderově podmíněné práce v domácnosti a k ukázání způsobů, jakými jsou ženy vykořisťovány prostřednictvím "domácího otroctví". K tomu Davis dochází k závěru, že "socializace domácích prací - včetně přípravy jídla a péče o děti - předpokládá ukončení vlády motivu zisku nad ekonomikou." Domácí otroctví tak udržuje strukturální nerovnosti, kterým čelí ženy ve všech kapitalistických ekonomikách
Jiné marxistické feministky si všímají konceptu domácí práce pro ženy v mezinárodním měřítku a role, kterou hraje při posilování globálního patriarchátu. V reakci Paresh Chattopadhyay na Custerovu knihu Capital Accumulation and Women's Labor in Asian Economies si Chattopadhyay všímá způsobů, jakými Custer analyzuje "práci žen v oděvním průmyslu v Západním Bengálsku a Bangladéši a v bangladéšském zemědělství, metody řízení práce japonské průmyslové buržoazie a nakonec i způsob zaměstnávání dělnic v japonském průmyslu", když ukazuje, jakým způsobem se v domácí sféře projevuje podobné genderové vykořisťování odlišností. V obou dílech je genderová dělba práce, konkrétně v domácí sféře, ukázána jako ilustrace metod, kterými kapitalistický systém vykořisťuje ženy v celosvětovém měřítku. 

### Odpovědnost reproduktivní práce
Dalším řešením, které navrhují marxistické feministky, je osvobodit ženy od jejich nuceného zapojení do reprodukční práce. Heidi Hartmann (1981) ve své kritice tradičních marxistických feministických hnutí, jako je například kampaň Wages for Housework Campaign, tvrdí, že tyto snahy "si kladou za otázku spíše vztah žen k ekonomickému systému než vztah žen k mužům, a zřejmě předpokládají, že ten druhý bude vysvětlen v diskusi o tom prvním." Hartmann se domnívá, že tradiční diskurz ignoroval význam útlaku žen jako žen a místo toho se zaměřil na útlak žen jako členek kapitalistického systému. Podobně Gayle Rubin, která psala o řadě témat včetně sadomasochismu, prostituce, pornografie a lesbické literatury, se poprvé proslavila esejí z roku 1975 "The Traffic in Women: Notes on the ‘Political Economy’ of Sex", v níž se objevuje výraz "sex/gender systém" a kritizuje marxismus za to, že podle ní neúplně analyzuje sexismus v kapitalismu, aniž by přitom odmítal nebo rozbíjel marxistické základy.
Aktuálněji se mnoho marxistických feministek zaměřilo na to, jak se ženy v důsledku získání přístupu k produktivní práci mohou dostat do horších podmínek. Nancy Folbre navrhuje, aby se feministická hnutí začala zaměřovat na podřízené postavení žen vůči mužům jak v reprodukční (soukromé) sféře, tak na pracovišti (veřejná sféra).  Silvia Federici v rozhovoru z roku 2013 naléhá na feministická hnutí, aby vzala v úvahu skutečnost, že mnoho žen je nyní nuceno k produktivní a reprodukční práci. Federici tvrdí, že k emancipaci žen nemůže dojít, dokud nebudou osvobozeny od břemene neplacené práce, což podle ní bude zahrnovat institucionální změny, jako je odstranění rozdílů ve mzdách a zavedení programů péče o děti na pracovišti. Návrhy Federici zaznívají v podobném rozhovoru se Selmou James (2012) a dotkly se dokonce i prezidentských voleb.

### Afektivní a emocionální práce
Vědci a sociologové jako Michael Hardt, Antonio Negri, Arlie Russell Hochschild a Shiloh Whitney hovoří o nové formě práce, která překračuje tradiční sféry práce a která nevytváří produkt ani není vedlejší produkt. Afektivní práce se zaměřuje na rozostřené hranice mezi osobním a ekonomickým životem. Whitney uvádí: "Každodenní boj nezaměstnaných a domácí dřina žen v domácnosti jsou neméně součástí produkce a reprodukce společenského života a biopolitického růstu kapitálu než placený pracovník, který zhodnocuje informace a subjektivity".
Koncept emoční práce, zejména emoční práce, která je přítomna a vyžadována v zaměstnáních s růžovými límečky, představila Arlie Russell Hochschild ve své knize The Managed Heart: Commercialization of Human Feeling (1983), v níž se zabývá citovou prací v profesi letušek, které se usmívají, vyměňují si zdvořilosti a žertují se zákazníky.

### Rovná mzda za stejnou práci
V roce 1977 publikovala britská feministická socioložka Veronica Beechey knihu "Some Notes on Female Wage Labour" (Několik poznámek o ženské námezdní práci), v níž tvrdila, že ženy je třeba chápat jako neuznanou "rezervní složku práce". V reakci na to Floya Anthias publikovala knihu "Woman and the Reserve Army of Labour: A Critique of Veronica Beechy, kde zpochybnila Beecheyiny argumenty, ale také uznala, že její práce byla "nejpropracovanějším a nejvlivnějším pokusem o analýzu ženské námezdní práce s využitím nebo rekonstrukcí kategorií Marxova Kapitálu". V roce 1987 vydalo nakladatelství Verso Beecheyiny shromážděné eseje o zapojení žen do práce jako knihu Unequal Work.

## Intersekcionalita a marxistický feminismus
S nástupem intersekcionality jako široce populární teorie současného feminismu zůstávají marxistické feministky kritické k jejímu spoléhání na buržoazní politiku identity. Intersekcionalita funguje v marxistickém feminismu jako čočka, která umožňuje nahlížet na interakci rozlišných aspektů identity jako na důsledek strukturovaného, systematického útlaku.

## Úspěchy a aktivismus
Povaha marxistických feministek a jejich schopnost mobilizovat se k prosazování společenských změn jim umožnila zapojit se do důležitého aktivismu. Jakožto aktivistky trvají Marxistické feministky na tom, aby "byla rozvíjena politika, která do centra pozornosti staví útlak a osvobození žen, politiku tříd, antiimperialismus, antirasismus a otázky genderové identity a sexuality". Ačkoli je jejich propagace často kritizována, marxistické feministky zpochybňují kapitalismus způsobem, který usnadňuje nový diskurz a osvětluje postavení žen. Tyto ženy v průběhu historie používaly v boji proti hegemonickému kapitalismu celou řadu přístupů, které odrážejí jejich rozdílné názory na optimální způsob dosažení osvobození žen.
Několik žen, které přispěly k rozvoji marxistického feminismu jako teorie, byly Chizuko Ueno, Anuradha Ghandy, Claudia Jones a Angela Davis. Chizuko Ueno je známá tím, že jako jedna z prvních žen představila marxistický feminismus v Japonsku. Kromě toho byla také v celém Japonsku jednou z hlavních tvůrkyň feministických teorií jako takových. Další známé marxistické feministky obdobně ovlivnily národy jako Ukrajina, Indie, Rusko, Spojené státy, Trinidad a Tobago.

## Kritika ostatních feministických směrů ze strany marxistických feministek
Clara Zetkin a Alexandra Kollontai byly proti formám feminismu, které posilují třídní postavení. Neviděly reálnou možnost sjednocení se napříč ekonomickou nerovností, protože podle nich by pro ženu z vyšší třídy bylo nesmírně obtížné skutečně pochopit boje dělnické třídy. Kollontai například v roce 1909 napsala:
Z jakého důvodu by tedy měla dělnice usilovat o spojení s buržoazními feministkami? Kdo by vlastně z takového spojenectví získal? Určitě ne dělnice.
Kollontai se vyhýbala spojování s termínem "feminismus", protože jej považovala za příliš úzce spjatý s termínem buržoazní feminismus, který vylučoval možnost ostatních tříd z tohoto termínu těžit.
Kollontai byla významnou představitelkou bolševické strany v Rusku a hájila svůj postoj k tomu, jak kapitalismus vytvořil pro ženy, které jsou součástí jeho systému, dosti nepříjemné a utlačující postavení. Uznávala a zdůrazňovala rozdíl mezi proletářskými a buržoazními ženami ve společnosti, ačkoli to vyjádřila myšlenkou, že všechny ženy v kapitalistické ekonomice jsou těmi utlačovanými. Jedním z důvodů, proč Kollontai striktně odmítala spojenectví buržoazních žen a žen proletariátu či dělnické třídy, byl fakt, že buržoazie stále ze své podstaty využívala ženy dělnické třídy ve svůj prospěch, a prodlužovala tak nespravedlnost, s níž je s ženami v kapitalistické společnosti zacházeno. Teoreticky se domnívala, že vyvážená ekonomická utopie je zakořeněna v potřebě rovnosti pohlaví, ale nikdy se neoznačila za feministku, ačkoli výrazně ovlivnila feministické hnutí v rámci ideologie feminismu v socialismu a v celém socialismu.
Kollontai měla k feministickému hnutí tvrdý postoj a domnívala se, že feministky jsou naivní, když se zabývají pouze genderem jako důvodem nerovnosti, k níž dochází v kapitalistické vládě. Věřila, že skutečným problémem nerovnosti je třídní rozdělení, které vedlo k bezprostředním genderových bojům, stejně jako muži ve struktuře tříd vykazovali také známky tvrdého rozdělení. Kollontai analyzovala teorie a historické důsledky marxismu jako pozadí pro své ideologie, které označovala za nejhlubší překážku pro společnost, kterou je třeba řešit, a to nerovnost pohlaví, kterou nelze v kapitalistické společnosti nikdy vymýtit. Kollontai kritizoval feministické hnutí také za to, že opomíjí zdůrazňovat, jak se ženy z dělnické třídy, které se snaží starat o rodinu a dostávají nižší plat než muži, stále musí starat o ženy z vyšších vrstev, které utlačují dělnické ženy.
Kollontai také čelila tvrdé kontrole, protože byla ženou ve vedení v době, kdy v bolševickém hnutí dominovali muži. V souladu se svým neobvyklým postavením v té době si také vedla deníky o svých plánech a představách o směřování k "modernější" společnosti, v níž by socialismus pomohl vykořenit kapitalismus a útlak, jemuž čelily různé genderové skupiny a třídy. Kollontai byla skvělým příkladem ženy, která byla skutečně ještě utlačována dobou a byla odstrčena od svých vlastních ideologií a pokroku jen proto, že byla ženou v době, kdy se na tak mocné postavení pohlíželo s despektem a "mocné ženy" směly být v dějinách postaveny pouze po boku "mocných mužů". Nejvýznamnější přítomnost Kollontai ve feministickém socialismu spočívala v jejím postoji k reprodukčním právům a v jejím názoru na to, že by ženy měly mít možnost dopřát si stejný luxus, jaký mají muži při hledání lásky, aby byly nejen stabilní a podporované, ale také aby si mohly vydělat vlastní peníze a zabezpečit se samy. Svou pozornost soustředila na otevření přípustnosti společnosti pro osvobození žen od kapitalistické a buržoazní kontroly a zdůrazňovala volební právo žen v dělnické třídě.
Kritici jako Kollontai věřili, že liberální feminismus podkopává snahy marxismu o zlepšení podmínek pro dělnickou třídu. Marxisté podporovali radikálnější politický program osvobození žen prostřednictvím socialistické revoluce se zvláštním důrazem na práci žen a na materiální změnu jejich podmínek po revoluci. Mezi další metody osvobození, které marxistické feministky podporovaly, patří radikální "utopické požadavky", které vymyslela Maria Mies. Toto označení rozsahu revoluce potřebné k prosazení změn uvádí, že požadování čehokoli menšího než úplné reformy povede k neadekvátnímu řešení dlouhodobých problémů.

## Významné marxistické feministky
- Benedetta Barzini
- Simone de Beauvoir
- Karol Cariola
- Angela Davis
- Raya Dunayevskaya
- Silvia Federici
- Shulamith Firestone
- Clara Fraser
- Anuradha Ghandy
- Nancy Hartsock
- Claudia Jones
- Alexandra Kollontai
- Jyoti Puri
- Evelyn Reed
- Sheila Rowbotham
- Maja Solar
- Chizuko Ueno
- Camila Vallejo
- Lise Vogel
- Clara Zetkin